# Sierra de Albureca
La Sierra de Albureca se extiende por los términos municipales de Planes y Vall de Gallinera, en la provincia de Alicante, siendo su cota máxima de 772 metros. 

## Límites
Está separada de la sierra de la Horadada, por el collado de Benisili y de la sierra de Cantalar por el barranco de la Encantada. Al este de la Sierra Albureca esta el rango de Safor (al noreste) y el Almirante (sureste).
- Datos: Q5550710